# Supergromada Shapleya

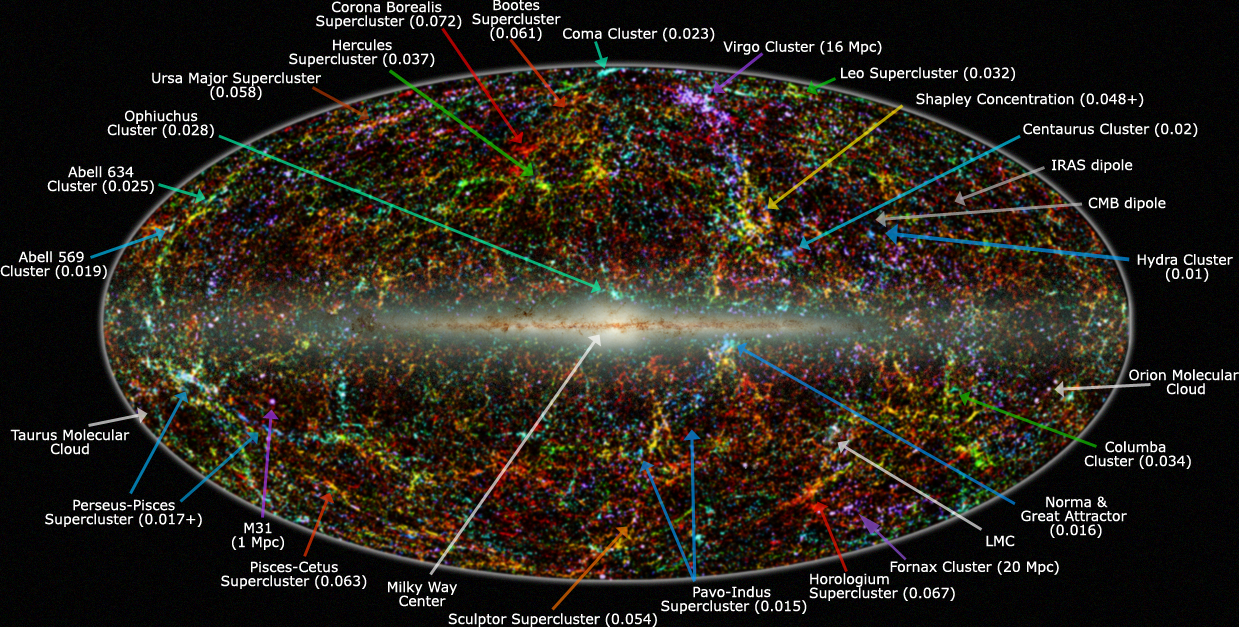
Panoramiczny widok całego nieba w bliskiej podczerwieni z przeglądu 2MASS. Miejsce, gdzie znajduje się Koncentracja Shapleya, jest wskazane przez żółtą strzałkę w prawym górnym rogu.

Supergromada Shapleya (również Koncentracja Shapleya) – najmasywniejsza koncentracja gromad galaktyk w lokalnym Wszechświecie. Została zaobserwowana przez Harlowa Shapleya w 1930 roku w gwiazdozbiorze Centaura. Znajduje się ona w odległości 650 milionów lat świetlnych oraz 500 milionów za Supergromadą w Centaurze, za którą bezpośrednio jest położona.
Uważa się ją za największą znaną strukturę powiązaną grawitacyjnie, a tym samym niepodlegającą wewnętrznie ogólnej ekspansji opisywanej przez prawo Hubble'a. Na niebie znajduje się w kierunku zbliżonym do Wielkiego Atraktora, lecz w znacznie większej odległości. Masę Koncentracji Shapleya ocenia się na 1016 mas Słońca, a jej odległość od Drogi Mlecznej szacuje się na około 200 megaparseków (650 milionów lat świetlnych). Supergromada Shapleya ma nieregularny kształt, a jej przybliżone rozmiary to około 30 × 55 × 100 Mpc.
Ze względu na swoją masę, Koncentracja Shapleya wywiera istotny wpływ na ruch supergromad i gromad galaktyk w lokalnym Wszechświecie, w tym również Grupy Lokalnej. Supergromada ta należy do wielkoskalowych struktur we Wszechświecie.
W Supergromadzie Shapleya znajduje się ponad 20 gromad galaktyk, z których siedem ma klasę obfitości 2 lub wyższą, a więc tak bogatych jak gromada w Perseuszu (Abell 426) lub gromada w Warkoczu (Abell 1656).
| Nazwa                  | Rektascensja (J2000) | Deklinacja (J2000) | Redshift (z) | Odległość w mln ly | Klasa obfitości |
| ---------------------- | -------------------- | ------------------ | ------------ | ------------------ | --------------- |
| Abell 1631             | 12h 52m 48s          | -15° 26′ 00″       | 0,0450       | 615                | 0               |
| Abell 1644             | 12h 57m 12s          | -17° 21′ 00″       | 0,0461       | 630                | 1               |
| Abell 3528             | 12h 54m 18s          | -29° 01′ 00″       | 0,0516       | 700                | 1               |
| Abell 3530             | 12h 55m 36s          | -30° 21′ 00″       | 0,0525       | 715                | 0               |
| Abell 3532             | 12h 57m 18s          | -30° 22′ 00″       | 0,0542       | 735                | 0               |
| Abell 3542             | 13h 08m 42s          | -34° 34′ 00″       | 0,0513       | 700                | 0               |
| Abell 1709             | 13h 18m 42s          | -21° 28′ 00″       | 0,0509       | 695                | 0               |
| Abell 3553             | 13h 19m 12s          | -37° 11′ 00″       | 0,0475       | 650                | 0               |
| Abell 3554             | 13h 19m 30s          | -33° 29′ 00″       | 0,0458       | 625                | 1               |
| Abell 3555             | 13h 20m 48s          | -28° 59′ 00″       | 0,0476       | 650                | 1               |
| Abell 3556             | 13h 24m 06s          | -31° 40′ 00″       | 0,0467       | 635                | 0               |
| Abell 1736             | 13h 26m 54s          | -27° 07′ 00″       | 0,0446       | 610                | 0               |
| Abell 3558 (Shapley 8) | 13h 27m 54s          | -31° 30′ 00″       | 0,0468       | 640                | 4               |
| Abell 3559             | 13h 29m 54s          | -29° 31′ 00″       | 0,0449       | 615                | 3               |
| Abell 3560             | 13h 31m 48s          | -33° 13′ 00″       | 0,0477       | 650                | 3               |
| Abell 3562             | 13h 33m 30s          | -31° 40′ 00″       | 0,0478       | 650                | 2               |
| Abell 3564             | 13h 34m 24s          | -35° 13′ 00″       | 0,0493       | 670                | 1               |
| Abell 3566             | 13h 39m 00s          | -35° 33′ 00″       | 0,0498       | 680                | 2               |
| Abell 3570             | 13h 46m 48s          | -37° 55′ 00″       | 0,0354       | 485                | 0               |
| Abell 3571             | 13h 47m 30s          | -32° 52′ 00″       | 0,0379       | 520                | 2               |
| Abell 3572             | 13h 48m 12s          | -33° 23′ 00″       | 0,0505       | 690                | 0               |
| Abell 3575             | 13h 52m 36s          | -32° 53′ 00″       | 0,0365       | 500                | 0               |
| Abell 3577             | 13h 54m 18s          | -27° 51′ 00″       | 0,0482       | 655                | 2               |
| Abell 3578             | 13h 57m 30s          | -24° 44′ 00″       | 0,0381       | 520                | 1               |

Przed Supergromadą Shapleya w odległości 425 milionów lat świetlnych znajduje się gromada Abell 3537, która jest gromadą przedniego planu.
| Nazwa             | Rektascensja (J2000) | Deklinacja (J2000) | Redshift (z) | Odległość w mln ly |
| ----------------- | -------------------- | ------------------ | ------------ | ------------------ |
| Grupa S718        | 12h 59m 42s          | -33° 40′ 00″       | 0,0478       | 650                |
| Grupa S729        | 13h 21m 30s          | -35° 48′ 00″       | 0,0499       | 680                |
| Grupa S731        | 13h 23m 00s          | -34° 53′ 00″       | 0,0505       | 690                |
| Grupa SC 1327-312 | 13h 29m 48s          | -31° 36′ 00″       | 0,0495       | 675                |
| Grupa SC 1329-313 | 13h 31m 36s          | -31° 49′ 00″       | 0,0469       | 640                |

Grupy galaktyk SC 1327-312 oraz SC 1329-313 są położone blisko centrum supergromady pomiędzy gromadami Abell 3558 i Abell 3562.
W centrum Supergromady Shapleya znajduje się kilka masywnych gromad, z których trzy mają klasę obfitości powyżej 2. Są to gromady Abell 3558, Abell 3559 oraz Abell 3560.